# Cape Canaveral (Flórida)
Cape Canaveral é uma cidade localizada no estado americano da Flórida, no condado de Brevard. Foi incorporada em 1963.

## Geografia
De acordo com o United States Census Bureau, a cidade tem uma área de 6,1 km², onde 6 km² estão cobertos por terra e 0,1 km² por água.

### Localidades na vizinhança
O diagrama seguinte representa as localidades num raio de 20 km ao redor de Cape Canaveral.

## Demografia
Segundo o censo nacional de 2010, a sua população é de 9 912 habitantes e sua densidade populacional é de 1 642,5 hab/km². É a localidade mais densamente povoada do condado de Brevard. Possui 8 295 residências, que resulta em uma densidade de 1 374,6 residências/km².

## Geminações
A cidade de Cabo Canaveral é geminada com as seguintes municipalidades:
- Guidonia Montecelio, Lácio, Itália [4]
- Ítaca, Ilhas Jónicas, Grécia[5]
- Kloten, Zurique, Suíça[6]
- Vila do Bispo, Distrito de Faro, Portugal[7]